# Setaphora watanabei
Setaphora watanabei är en kräftdjursart som beskrevs av Nunomura 1986. Setaphora watanabei ingår i släktet Setaphora och familjen Philosciidae. Inga underarter finns listade i Catalogue of Life.